# 1398 Donnera
1398 Donnera este un asteroid din centura principală, descoperit pe 26 august 1936, de Yrjö Väisälä.